# Bisz (Kriva Palanka)
Bisz (macedónul: Б'с) település Észak-Macedóniában, a Északkeleti körzetben, Kriva Palanka községben.

## Népesség
| Lakosok száma | 183  | 192  | 186  | 189  | 111  | 83   | 74   | 63   | 29   |
|               | 1948 | 1953 | 1961 | 1971 | 1981 | 1991 | 1994 | 2002 | 2021 |

- 2002-ben 63 lakosa volt, akik mindannyian macedónok.